# Sabel m/1899

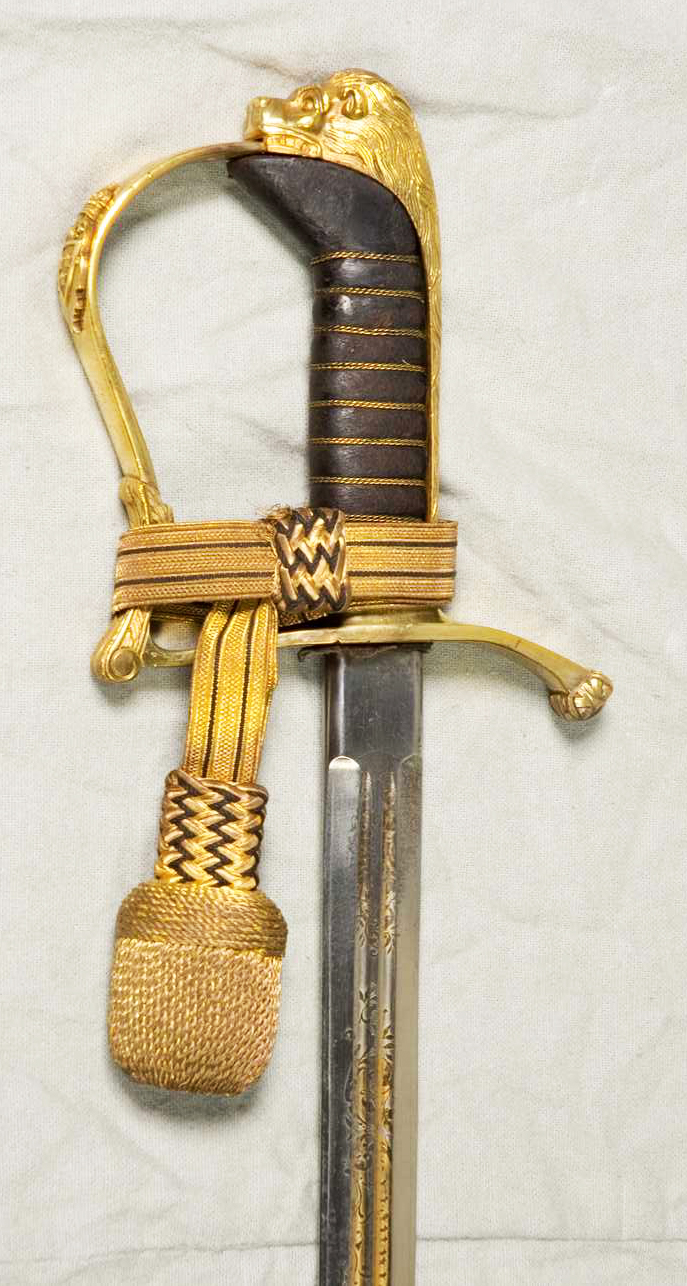
Sabel m/1899 för officer vid infanteriet med portepé m/1797.

Sabel m/1899 är en sabel som används inom den svenska Försvarsmakten.

## Utseende
Sabel m/1899 finns i två utförande och med två längder på klingan, 800 respektive 860 mm. 

### För officerare
Sabel m/1899 för officer vid infanteriet med portepé m/1797 i gulddrageri bäres till stor och liten paraddräkt av officerare.
- rak,  dubbeleggad klinga med dubbla blodränder och ornament i guld med överliggande text ”Konungen” på vänster sida respektive ”Fäderneslandet” på höger sida samt lilla riksvapnet och nordstjärnan på båda sidor av klingan
- svart fäste av trä omlindat med tvinnad metalltråd i guldfärg samt hel fästkappa som går över i ett lejonhuvud
- genombruten bred parerplåt i förgylld metall prydd med lilla riksvapnet

### För specialistofficerare
Sabel m/1899 för sergeant vid infanteriet med portepé m/1797 i silverdrageri bäres till stor och liten paraddräkt av specialistofficerare.
- rak, dubbeleggad klinga med dubbla blodränder
- svart fäste av trä omlindat med tvinnad metalltråd i guldfärg samt hel fästkappa med nitknapp

### Balja
Baljan är densamma till bägge utföranden, men följer klingans längd. Baljan är av stål med fast bärögla på ringbandets insida och på dess ovansida samt doppsko. Ursprungligen var baljan blankpolerad, men svärtades efter generalorder år 1913. Sedan 2013 är baljan återigen reglementerat blankpolerad, men flertalet tidigare tilldelade baljor är alltjämt svarta.

## Användning
Sabel m/1899 infördes för att ersätta äldre sabelmodeller som sabel m/1859 vid infanteriet. Likt de flesta hugg- och stickvapen tillverkade på senare tid har denna sabel inte till primär uppgift att agera vapen utan att istället fungera som en del av uniformen som prydnad. När den antogs var den dock avsedd fatt fungera som vapen, om än samtidigt främst som befälstecken för officerare. Samtliga sabelbaljor i bruk inom försvaret svärtades 1913 för att undvika att fienden genom reflexer från dessa tydligt på långt avstånd kunna se var officerare befann sig. Numer används just denna sabel i samband med högvakt och annan statsceremoniell verksamhet till fots som t.ex. fanvakter och salut vid salutbatterier. Sabeln används av de få infanteriregementen som finns kvar men även av Hemvärnet (Nationella skyddsstyrkorna).
Vid tjänst till fot bärs sabel hängande i sabelbärrem m/1899 som träs genom ett hål i midjesömmen på vapenrockens och kappans vänstra sida, alternativt i förenklat sabelkoppel m/1859.

## Fotografier

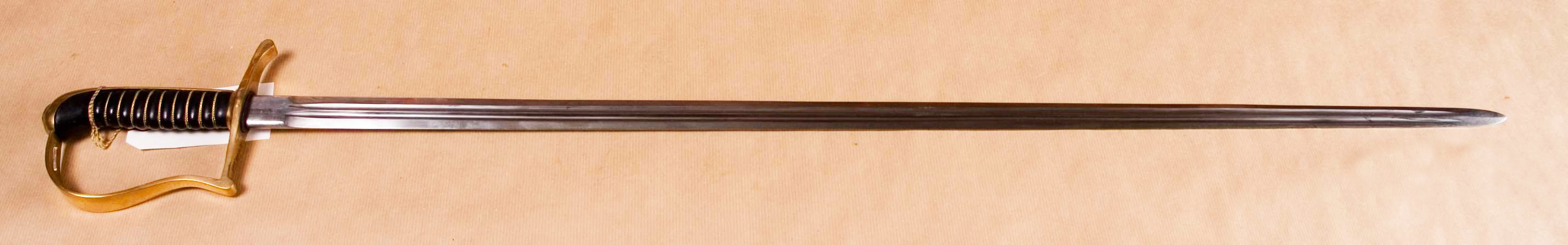
Sabel m/1899 för sergeant (nu specialistofficer) vid infanteriet.
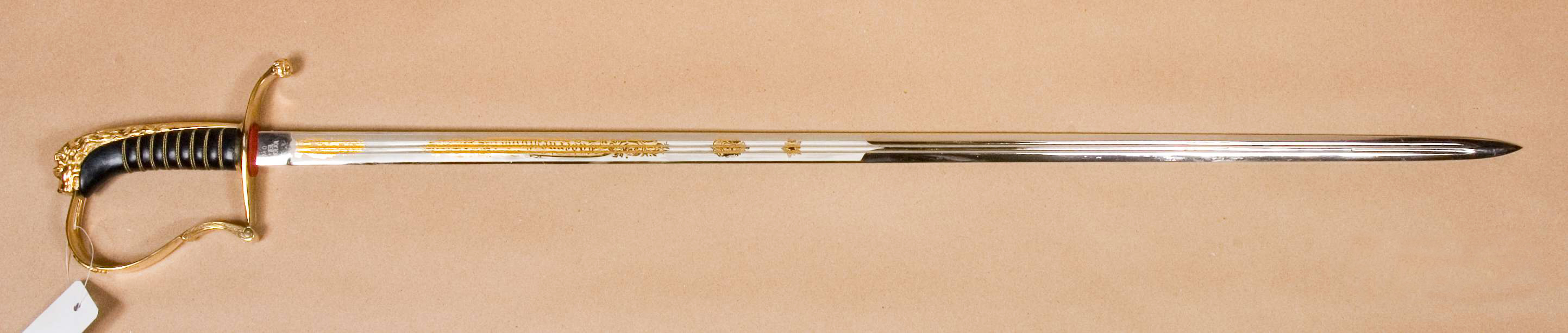
Sabel m/1899 för officer vid infanteriet. Texten på högra klingans sida lyder "Fäderneslandet".
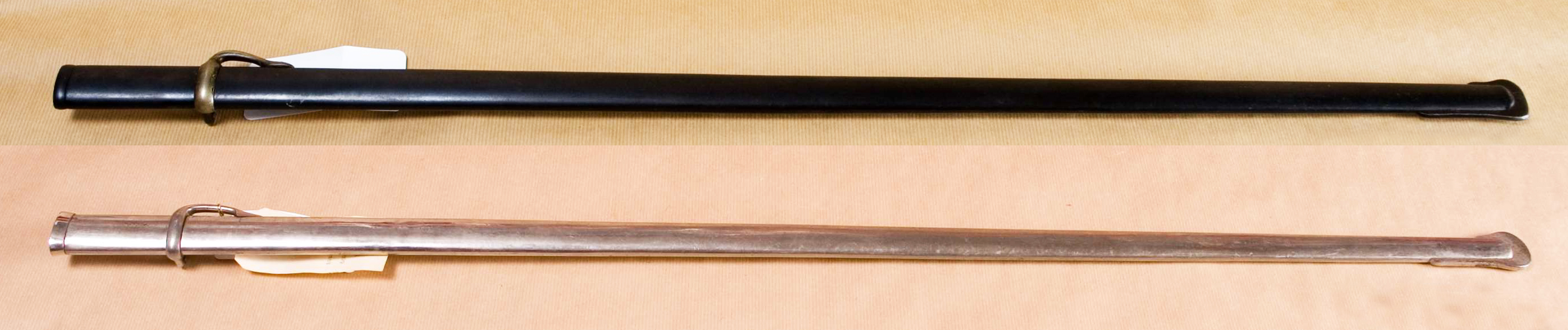
Baljor till sabel m/1899, svart och blank.